# Чоуанок
Чоуанок (на английски: Chowanoke, Chowanoc) е северноамериканско индианско племе, чиито език, въз основа на малкото налични доказателства е класифициран към Алгонкинското езиково семейство. Към момента на контакта с европейците чоуанок е едно от най-многобройните племена по крайбрежието на Северна Каролина. В историческите източници името им е изписвано по различни начини като „чаенист“, „чоуан“, „чоуони“ и „чоуаноак“. Според ранните колонисти, през 16 век имат 19 села разположени по река Чоуан и крайбрежието на североизточна Северна Каролина. От тях са известни имената само на четири. Техните племенни земи обхващат голяма част от днешните окръзи Гейтс, Бърти, Хъртфорд и Чоуан.

## История
През 1663 г. подписват договор с англичаните, но през 1675 г. и 1676 г. воюват с тях. В резултат на тези конфликти племето губи земите си на запад от река Чоуан. След войната оцелелите са затворени в резерват от 12 квадратни мили на Бенет Крийк в окръг Гейтс. Те, както и други крайбрежни индианци започват да живеят сред англичаните като продължават да страдат от посегателствата на колонистите. По време на Войната тускарора (1711 – 1713), мощните в миналото чоуанок успяват да съберат едва 15 войни, които воюват на страната на колонистите като скаути. Същевременно чоуанок продължава да губи племенните си земи и резервата им е намален до 6 квадратни мили. До 1734 г. чоуанок остават твърде малко, за да се грижат за всичката си земя. Племенните лидери молят колониалното правителство да им разреши да продадат 2, 05 акра от резервата си. След тази година изглежда племето се слива с тускарора и изчезва от историята. За последно са споменати през 1751 г.